# Adventure in Diamonds
Adventure in Diamonds (Brasil: A Dama dos Diamantes / Portugal: A Rainha dos Diamantes) é um filme policial norte-americano, dirigido por George Fitzmaurice. Lançado em 1940, é estrelado por George Brent, Isa Miranda, John Loder e Nigel Bruce.